# Sarma (coiffe)
Pour les articles homonymes, voir Sarma.
La sarma (en arabe : الصرمة) était une haute coiffe métallique conique qui fut principalement portée par les femmes d'Alger durant la période ottomane.

## Étymologie
Sarma serait issu du gréco-byzantin sýrma, qui signifie « filet métallique » utilisé pour la dentelle ou la broderie. L'utilisation de fils appelés sarma entraîne alors le changement d'appellation de l'ancienne couronne.
En Turquie ottomane, sirma se réfère au fil de métal fin tordu en arabesques et appliqué sur les étoffes, tandis que sarma correspond à un simple point de broderie, équivalent au point satin. En Syrie et en Palestine, à la fin de l'époque ottomane, le nom sarma est donné à une robe de velours brodée avec du fil d'or.

## Description
La sarma consistait en de deux parties emboîtées l’une dans l’autre : la première, un demi-cône tronqué et creux, retenu contre la tête par de minces foulards ou bandeaux et s'appuyant sur le front ; la seconde, plus petite, consiste en une mince plaque d’argent percée de motifs d’arabesques et sert à contenir les cheveux.
Elle se posait horizontalement sur la tête, garnie d’un foulard noir pour les juives et de couleur pour les musulmanes. Les premières ne pouvaient les porter qu’en argent. Elle servait à fixer une étoffe qui pendait derrière en longue traîne et se composait de quatre morceaux : le corps principal du bijou qui a souvent près d’un mètre, une calotte placée derrière la tète, et deux plaques de chaque côté des joues. Toutes les pièces de la sarma sont ajourées à l’emporte-pièce, pour n’être ni trop chaudes, ni trop lourdes.
Les fillettes n’avaient le droit de prendre la sarma et des queues d’or que lorsqu’elles devenaient nubiles, c’est-a dire vers leur neuvième année. Elles avaient souvent, pour les fêtes, sur une chachia pointue, une petite sarma droite en or ayant la forme d’un cône tronqué, surmonté d’un plateau hémisphérique. Dans les mailles, leurs mères piquaient des ouarda ou épingles trembleuses.

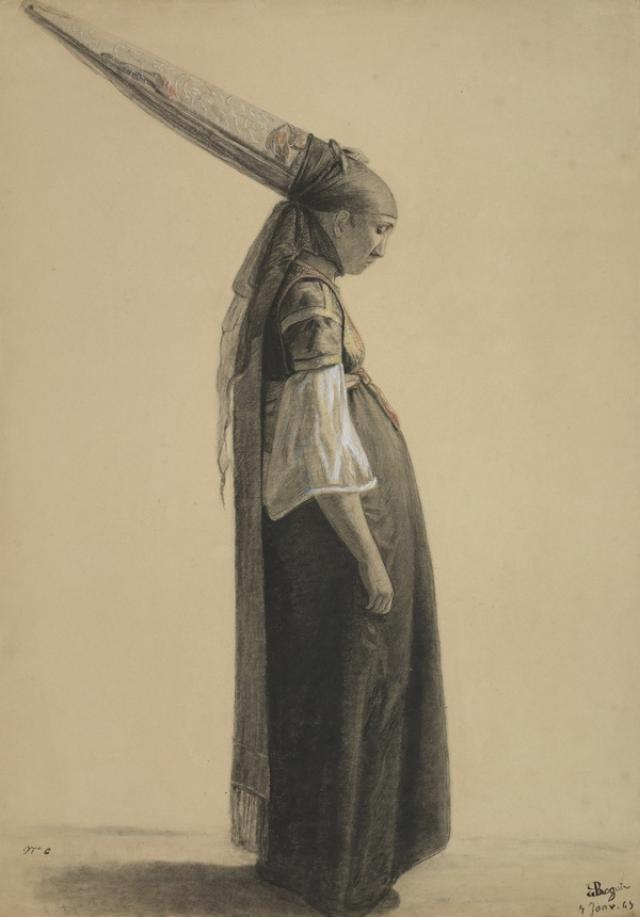
Femme juive d'Alger portant la sarma, XIXe siècle.
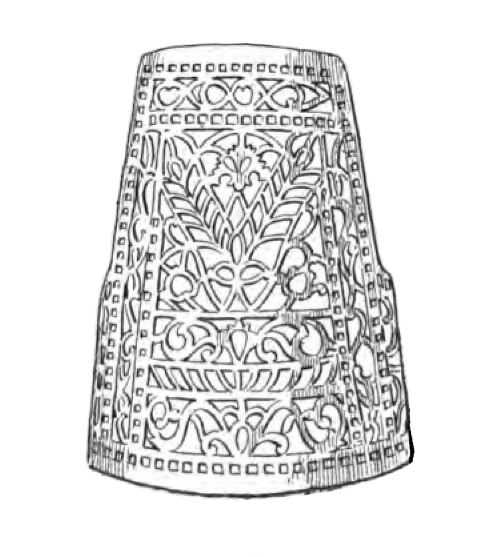
Petite sarma.
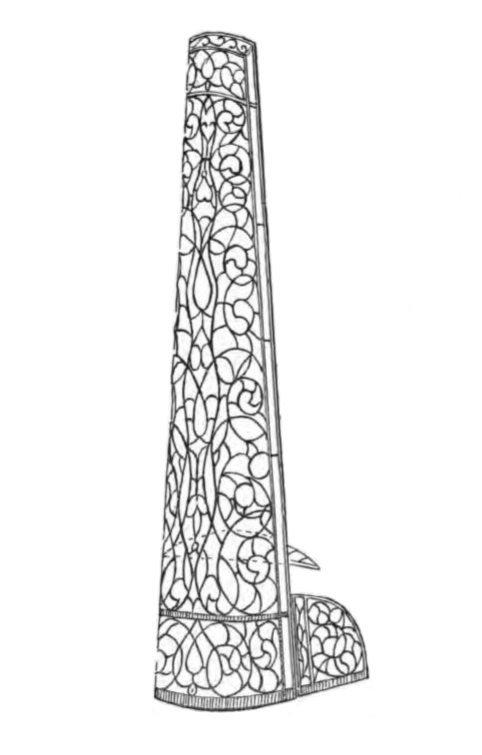
Grande sarma.

## Histoire

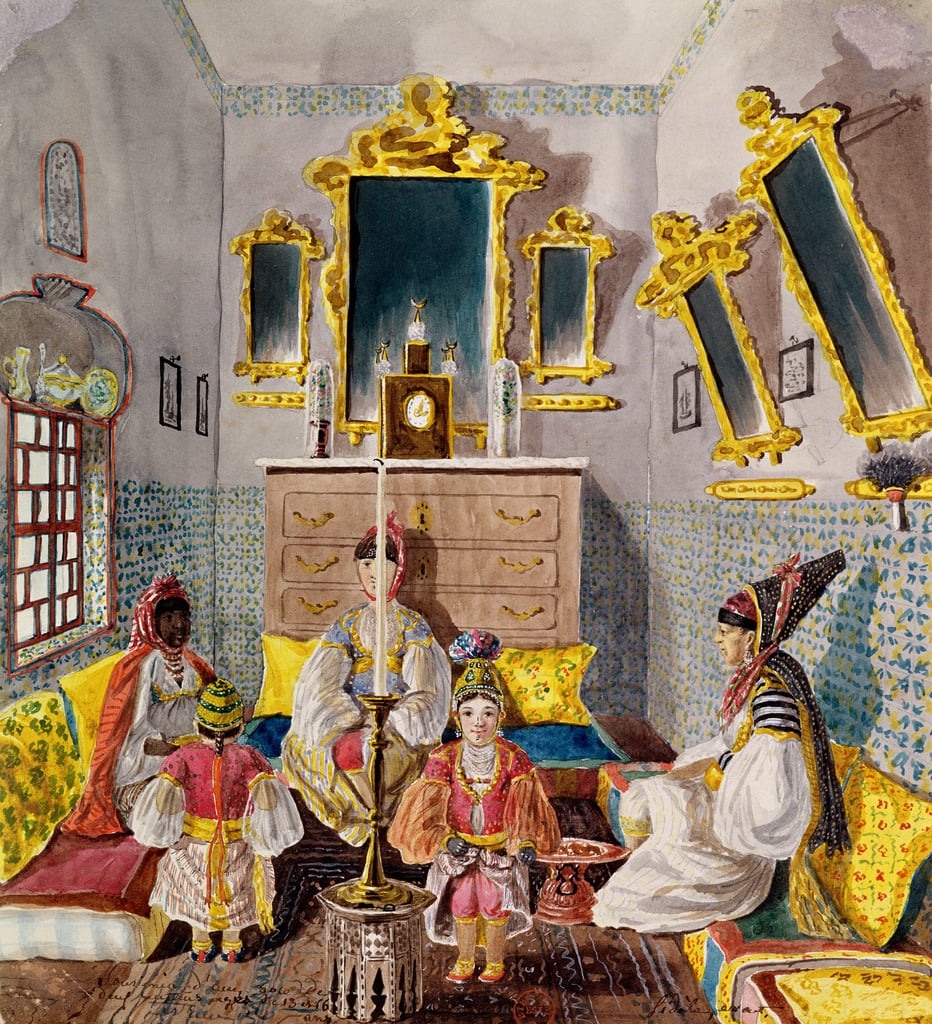
Famille algéroise musulmane.

La sarma, l'ancienne haute coiffe féminine d'Alger, est apparue probablement par l'intermédiaire des Levantins. Avant de connaître son apogée au XVIIIe siècle, cette coiffe consistait en une mince plaque d'or ou d'argent percée de motifs en arabesques. Toutefois, cette technique est rapidement devenue trop lourde à porter en raison de son allongement. Elle fut alors remplacée par un système de fils métalliques soudés entre eux et enlacés en longues arabesques, à l'intérieur d'une structure plus épaisse.
Bien que la couronne soit portée depuis longtemps par les familles aristocratiques du Maghreb et d'Andalousie, son allongement exagéré ne s'est produit qu'à la fin du XVIe siècle, à l'époque faste d'Alger. Ce phénomène avait pour but initial de distinguer les dames de la haute société, car seule la dimension de la coiffe pouvait se deviner sous le haïk. La sarma est ainsi devenue un symbole de la fortune de la classe dominante de l'époque, sa hauteur nécessitant une autre technique d'orfèvrerie : l'utilisation de fils métalliques appelés sarma.
Les artisans maghrébins travaillent le métal ciselé depuis de nombreux siècles, notamment pour la fabrication de cônes d'or ou d'argent qui servent à enrichir le sommet des chéchias coniques de cérémonie. De tels « suppléments » métalliques existent encore au début du XXe siècle dans des villes comme Tlemcen et Constantine. L'intérêt des Algéroises pour la serma est sans doute lié à l'abandon de la coiffe conique et à l'impossibilité de porter de tels éléments métalliques sur une chéchia plate.

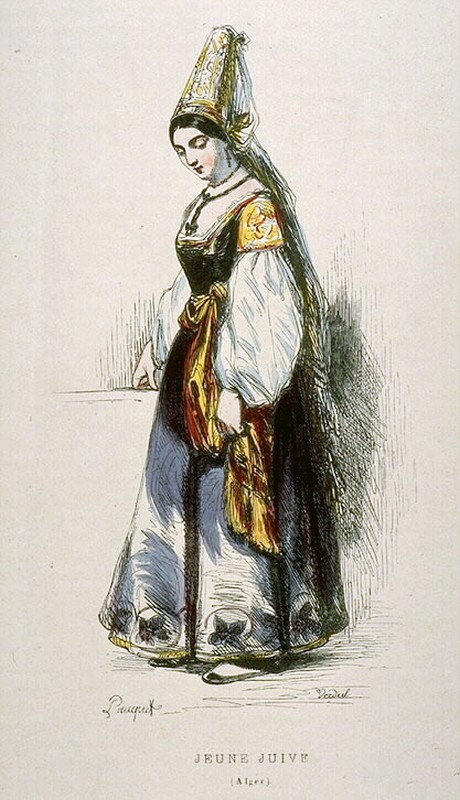
Femme juive d'Alger portant la sarma, XIXe siècle.

Les descriptions relatives à cette haute coiffure sont principalement issues des récits des voyageurs européens des XVIIIe et XIXe siècles. Par exemple, en 1732, Thomas Shaw observe que la sarmah distingue « les personnes d'un certain rang » et qu'elle « consiste en plusieurs plaques d'or ou d'argent minces et flexibles, diversement gravées, et découpées comme de la dentelle ». De même, Venture de Paradis décrit ainsi la sarma : « Elles portent (les Algéroises) un plateau d'or ou d'argent (çârma) travaillé à jours, cousu sur un morceau d'étoffe. Ce plateau est en deux morceaux : celui qui couvre la tête et celui qui, ceignant le front, vient se lier par derrière. Cet ornement est encore assujetti par un bandeau de crêpe. La çârma en or est un objet de sept à huit cents livres et même de mille livres, cent sequins algériens. ».
Au début du XIXe siècle, la description de l'ambassadeur américain Shaler est d'une précision accrue : « Les têtes des Mauresques sont recouvertes d'une lame d'or ou d'argent d'une largeur de six pouces, fixée au-dessus de leur chignon par de petits cordons... Cette coiffe, nommée Sarma, doit entourer la tête, laissant ainsi les cheveux apparents uniquement au niveau des tempes ».
Cette forme de coiffure était inconnue dans le Maghreb et en Espagne musulmane, à l'époque de Léon l'Africain. La sarma ne se limitait pas aux costumes de la majorité musulmane : surmontée d'un voile de mousseline ou de gaze, elle était également assortie aux costumes des citadines juives.

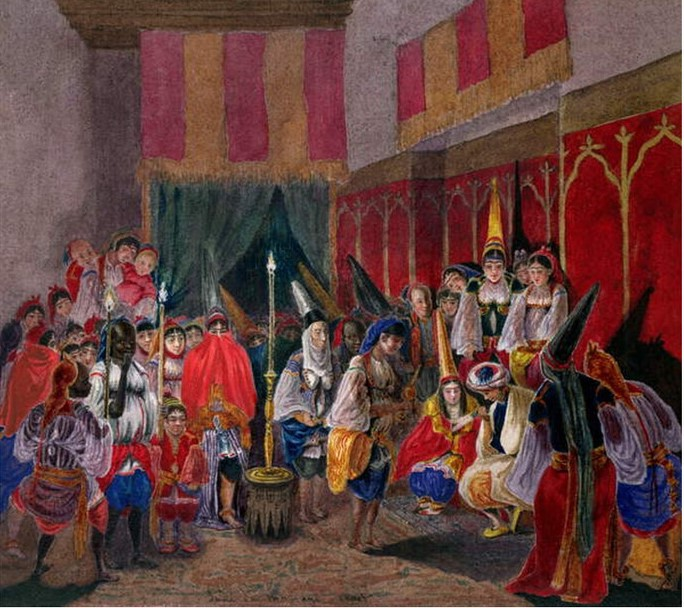
Mariage maure en Algérie, c.1840-45

À la suite de la conquête coloniale, les derniers exemplaires de la sarma ont disparu, en même temps que les costumes traditionnels des nombreuses Algéroises de confession juive qui cherchaient à s'acclimater à la mode française après la promulgation du décret Crémieux en 1870. Cette période a également coïncidé avec l'intensification de la colonisation française en Algérie, entraînant ainsi l'appauvrissement accéléré des Algéroises. La sarma étant une pièce particulièrement coûteuse, elle a connu un déclin rapide. De plus, la nécessité de marquer les différences sociales par la hauteur de la coiffe a perdu de son importance avec le départ des familles fortunées et les bouleversements économiques et sociaux caractérisant le XIXe siècle.
Tout comme l'Algéroise, la femme mariée de Constantine portait la sarma à la même époque, recouverte d'un voile. La sarma n'était pas toutefois portée par toutes les Constantinoises, tandis que la chéchia n'a jamais été abandonnée. Aujourd'hui, certaines mariées d'Annaba la portent encore, retenue sur la tête par le mharma de ton pastel, bien que cela soit de plus en plus rare.